# قبائل سلطنة عمان

## قائمة لقبائل سلطنة عمان
قبائل سلطنة عمان تتكون سلطنة عمان من مجموعة كبيرة من القبائل التي تختلف في أنسابها بين القحطانيين والعدنانيين وهذه أشهر القبائل الموجودة في سلطنة عمان:
- قبيلة الحكلي (حكلي)
- قبيلة المكادمة (المكدمي)
- قبيلة العولقي (العوالق)
- قبيلة المهري (المهرة)
- قبيلة اليافعي (يافع)
- قبيلة الشحري (الشحرة)
- قبيلة المشيخي (المشيخي)
- قبائل السادة (بنو هاشم)
- قبيلة الساعدي (الساعدي)
- قبيلة الظهوريين (الظهوري)
- قبيلة آل بو مهير (المهيري)
- قبيلة آل الرئيس (الرئيسي)
- قبيلة آل الرحيل (الرحيلي)
- قبيلة آل المسيب (السيابي)
- قبيلة آل امبو سعيد (الأمبو سعيدي)
- قبيلة آل باكثير (الباكثيري)
- قبيلة آل بدر (البدري)
- قبيلة الحنوش (الحنشي)
- قبيلة آل بريك (البريكي)
- قبيلة آل بو رشيد (الرشيدي)
- قبيلة آل جراد (الجرادي)
- قبيلة آل خليل (الخليلي)
- قبيلة آل سعد (السعدي)
- قبيلة شراحيل (الشراحيلي)
- قبيلة آل شبيب (الشبيبي)
- قبيلة آل عبد السلام (أولاد آل عبد السلام)
- قبيلة آل عزيز (العزيزي)
- قبيلة آل كثير (الكثيري)
- قبيلة آل محرز (المحرزي)
- قبيلة آل وهيبة (الوهيبي)
- قبيلة أولاد حجي (الحجي)
- قبيلة بنو راشد (الراشدي)
- ""قبيلة الرواشد "" (الروشدي)
- قبيلة الأغابرة (الأغبري)
- قبيلة الأنصار (الانصاري)
- قبيلة البداة (البادي)
- قبيلة البكريون (البكري)
- قبيلة البلوش (البلوشي)
- قبيلة آل بو سعيد (آل بو سعيدي)
- قبيلة البويقيون (البويقي)
- قبيلة الجشميون (الجشمي)
- قبيلة الجعافرة (الجعفري)
- قبيلة الجنبة (الجنيبي)
- قبيلة الجهاور (الجهوري)
- قبيلة الجواميد (الجامودي)
- قبيلة الحبوس (الحبسي)
- قبيلة الحجريون (الحجري)
- قبيلة الحجور (الحجوري)
- قبيلة التواجرة (التويجري)
- قبيلة الحدانيون (الحداني)
- قبيلة الحراسيس (الحرسوسي)
- قبيلة الحسينيون (الحسيني)
- قبيلة الحكمان (الحكماني)
- قبيلة الحمدانيون (الحمداني)
- قبيلة الحواتم (الحاتمي)
- قبيلة الحواسنة (الحوسني)
- قبيلة الخضور (الخضوري)
- قبيلة الخميسيون (الخميسي)
- قبيلة الخنابشة (الخنبشي)
- قببلة الخواطر (الخاطري)
- قببلة الخيار (الخياري)
- قبيلة الدروع (الدرعي)
- قبيلة الدغاريون (الدغاري)
- قبيلة الدغيشيون (الدغيشي)
- قبيلة الدواسر (الدوسري)
- قبيلة الذهول (الذهلي)
- قبيلة الرحبيون (الرحبي)
- قبيلة الرزيقيون (الرزيقي)
- قبيلة الرماح (الرماحي)
- قبيلة الرمضانيون (الرمضاني)
- قبيلة الرواجح (الراجحي)
- قبيلة زهران (الزهراني)
- قبيلة الزبيديون (الزبيدي)
- قبيلة الزيديون (الزيدي)
- قبيلة السودان (السويدي)
- قبيلة السرحنيون (السرحني)
- قبيلة السلمانيون (السلماني)
- قبيلة السليمانيون (السليماني)
- قبيلة السنانيون (السناني)
- قبيلة السوالم (السالمي)
- قبيلة السواعد (الساعدي)
- قبيلة السيفيون (السيفي)
- قبيلة الشبليون (الشبلي)
- قبيلة الشبول (شبلي)
- قبيلة الشبيبيون (الشبيبي)
- قبيلة الشحوح (الشحي)
- قبيلة الشروج (الشرجي)
- قبيلة الشريانيون (الشرياني)

- قبيلة الشعيبيون (الشعيبي)
- قبيلة الشقصيون (الشقصي)
- قبيلة الشكور (الشكوري)
- قبيلة الشوامس (الشامسي)
- قبيلة الشيديون (الشيدي)
- قبيلة الصقور (الصقري)
- قبيلة الصوافيون (الصوافي)
- قبيلة الضامريون (الضامري)
- قبيلة الطائيون (الطائي)
- قبيلة الطارشيون (الطارشي)
- قبيلة الظواهر (الظاهري)
- قبيلة العبريون (العبري)
- قبيلة العباديون (العبادي)
- قبيلة العتوب (العتبي)
- قبيلة العدوانيون (العدواني)
- قبيلة العدويوي (العدوي)
- قبيلة العرفاتيون (العرفاتي)
- قبيلة العراما (العريمي)
- قبيلة العزور (العزري)
- قبيلة العطابيون (العطابي)
- قبيلة العفار (العفاري)
- قبيلة العلويون (العلوي)
- قبيلة العمريون (العمري)
- قبيلة العمور (العموري)
- قبيلة العنسيون (العنسي)
- قبيلة العوامر (العامري)
- قبيلة العيسائيون (العيسائي)
- قبيلة الغدانيون (الغداني)
- قبيلة الغريبيون (الغريبي)
- قبيلة الغسانيون (الغساني)
- قبيلة الغوارب (الغاربي)
- قبيلة الغيوث (الغيثي)
- قبيلة الفارسيون (الفارسي)
- قبيلة الفلاحيون (الفلاحي)
- قبيلة الفليتيون (الفليتي)
- قبيلة الفهديون (الفهدي)
- قبيلة القوائد أو القوايد (القائدي، القايدي)
- قبيلة القراوشة (القرواشي)
- قبيلة بلقرن (القرني)
- قبيلة القطون (القطني)
- قبيلة القواسم (القاسمي)
- قبيلة الكنود (الكندي)
- قبيلة الكيوميون (الكيومي)
- قبيلة المجالبة (المجلبي)
- قبيلة المحاريق (المحروقي)
- قبيلة المخاريم (المخزومي)
- قبيلة المزاريع (المزروعي)
- قبيلة المسارير (المسروري)
- قبيلة المساكرة (المسكري)
- قبيلة المشافرة (المشيفري)
- قبيلة المشرفيون (المشرفي)
- قبيلة المصالحة (المصلحي)
- قبيلة المعاشرة (المعشري)
- قبيلة المعاول (المعولين)
- قبيلة المعمريون (المعمري)
- قبيلة المقابيل (المقبالي)
- قبيلة المناذرة (المنذري)
- قبيلة المناصير (المنصوري)
- قبيلة المراشدة (المرشدي)
- قبيلة المناورة (المناوري
- قبيلة المدنيون (المدني)
- قبيلة الناعبيون (الناعبي)
- قبيلة الندابيون (الندابي)
- قبيلة النعمانيون (النعماني)
- قبيلة النعيم (النعيمي)
- قبيلة النوافل (النوفلي)
- قبيلة الهوامل (الهيملي)
- قبيلة الهدادبة (الهدابي)
- قبيلة الهواشم (الهاشمي)
- قبيلة الهلاليون (الهلالي)

- قبيلة اليحيائيون (اليحيائي)
- قبيلة اليعاربة (اليعربي)
- قبيلة اليعاقيب (اليعقوبي)
- قبيلة بنو أخزم (الأخزمي
- قبيلة بنو إسماعيل (الأسماعيلي)
- قبيلة بنو الجلندى (الجلنداني)
- قبيلة بنو الحارث (الحارثي)
- قبيلة بنو الموالك (المالكي)
- قبيلة بنو بحري (البحري)
- قبيلة بنو بطاش (البطاشي)
- قبيلة بنو تميم (التميمي)
- قبيلة بنو توبة (التوبي)
- قبيلة بنو جابر (الجابري)
- قبيلة بنو جساس (الجساسي)
- قبيلة بنو جماز (الجمازي)
- قبيلة بنو جهضم (الجهضمي)
- قبيلة بنو الحارث (الحارثي)
- قبيلة بنو حديد (الحديدي)
- قبيلة بنو حراص (الحراصي)
- قبيلة بنو حرب (الحربي)
- قبيلة بنو حسن (الحسني)
- قبيلة بنو حضرمي (الحضرمي)
- قبيلة بنو حنظلة (الحنظلي)
- قبيلة بنو خالد (الخالدي)
- قبيلة بنو دهمان (الدهماني)
- قبيلة بنو راسب (الراسبي)
- قبيلة بنو ربيعة (الربيعي)
- قبيلة بنو رقاد (الرقادي)
- قبيلة بنو رقيش (الرقيشي)
- قبيلة بنو رواحة (الرواحي)
- قبيلة بنو ريام (الريامي)
- قبيلة بنو زياد (الزيادي)
- قبيلة بنو سامة (السامي)
- قبيلة بنو سعيد (السعيدي)
- قبيلة بنو سليمة (السليمي)
- قبيلة بنو شعيل (الشعيلي)
- قبيلة بنو شكيل (الشكيلي)
- قبيلة بنو صابر (الصابري)
- قبيلة بنو صبح (الصبحي)
- قبيلة بنو عرابة (بنو عرابة)
- قبيلة بنو عمران (العمراني)
- قبيلة بنو عوف (العوفي)
- قبيلة بنو غافر (الغافري)
- قبيلة بنو غامد (الغامدي)
- قبيلة بنو فزارة (الفزاري)
- قبيلة بنو قتب (القتبي، الكتبي)
- قبيلة بنو كعب (الكعبي)
- قبيلة بنو كلبان (الكلباني)
- قبيلة بنو كليب (الكليبي)
- قبيلة بنو لمك (اللمكي)
- قبيلة بنو محارب (المحاربي)
- قبيلة بنو معين (المعيني)
- قبيلة بنو مفرج (المفرجي)
- قبيلة بنو نبهان (النبهاني)
- قبيلة بنو نهد (النهدي)
- قبيلة بنو هشام (الهشامي)
- قبيلة بنو هميم (الهميمي)
- قبيلة بنو هناة (الهنائي)
- قبيلة بنو ياس (الياسي)
- قبيلة الشهوم (الشهومي)
- قبيلة الطلبيين (الطلبي)
- قبيلة البجور (البجري)
- قبيلة العجيلي (العجيل)

1. ↑  مسقط، مسقط (29 سبتمبر 2009). "سلطنة عمان دولة عربية اسلامية مستقلة ذات سيادة تامة عاصمتها مسقط". Nature India. DOI:10.1038/test-arabic. ISSN:1755-3180. مؤرشف من الأصل في 2018-06-03.